# Paulo Estêvão
Paulo Jorge Abraços Estêvão (Serpa, 27 de julho de 1968) é um professor e político português. É atualmente Secretário Regional dos Assuntos Parlamentares e Comunidades do XIV Governo Regional dos Açores.
Seguindo sempre a matriz monárquica, ambientalista, municipalista, autonomista e imigracionista, Paulo Estêvão desempenhou vários cargos autárquicos na Região Autónoma dos Açores (RAA), tendo sido membro da Assembleia Municipal da Horta (1997-1998), da Assembleia Municipal do Corvo e do Conselho de Ilha do Corvo (1995)(2005-2009)(2020-2024).
Publicou, em 2008, «Excertos de Uma Oposição Monárquica ao Regime Cesarista Açoriano» como resultado da súmula dos textos que tinha escrito ou republicado nesse ano ou anterior.

## Biografia
Paulo Jorge Abraços Estêvão nasceu, no dia 27 de julho de 1968, na cidade de Serpa. É casado e tem dois filhos. Iniciou os seus estudos nessa mesma cidade, tendo, em 1979, ingressado no Seminário Diocesano de Beja. Prosseguiu, em meados da década de 1980, estudos na Escola Secundária Diogo de Gouveia, seguindo, após a conclusão do ensino secundário, para a Universidade de Évora onde, em 1995, se licenciou em História. 
Iniciou, nesse mesmo ano, a sua atividade docente na ilha Terceira, tendo sido igualmente professor nas ilhas do Faial, Pico e Corvo. Foi, entre 2001 e 2008, presidente do Conselho Executivo da Escola Básica Integrada Mouzinho da Silveira, na ilha do Corvo. Exerceu, por diversas vezes nesse mesmo período, a função de presidente do Conselho Pedagógico no mesmo estabelecimento de educação.
Entrou no Partido Popular Monárquico (PPM) no ano 2000, passando a coordenar o Partido nos Açores a partir desse mesmo ano até à atualidade. Foi eleito, em 2005, vice-presidente do Diretório Nacional e desempenhou, entre 2010 e 2017, o cargo de presidente nacional do PPM.
Exerceu, por diversas vezes desde 1997, o cargo de deputado municipal nas Assembleias Municipais dos concelhos da Horta e do Corvo. 
Foi eleito, pela primeira vez, deputado na Assembleia Legislativa da Região Autónoma dos Açores em 2008, tendo sido sucessivamente reeleito a partir dessa data. Integra, desde essa data, a Conferência de líderes do Parlamento dos Açores, assim como diversas comissões parlamentares permanentes e eventuais. Passando, em Junho de 2021 a presidir à comissão de reforma do regimento dessa assembleia.
De 18 de fevereiro a 3 de março de 2018 fez uma greve de fome por refeições escolares no Corvo.
Por razões políticas, recusou estar presente na festa da Passagem do Ano, de 31 de Janeiro de 2019 para 1 de Janeiro de 2020, organizada pelo presidente da República Portuguesa, Marcelo Rebelo de Sousa.